# 임영철
임영철(林英喆, 1960년 6월 15일 ~ )은 대한민국의 핸드볼 감독이며 2018년 전 핸드볼코리아리그 신생팀 하남시청 남자 핸드볼팀의 감독을 맡고 있다. 2004년 하계 올림픽에서 대한민국 여자 핸드볼 대표팀의 감독을 맡아 은메달을 따는 데 기여하였고 2008년 하계 올림픽에서 대한민국 여자 핸드볼 대표팀의 감독을 맡아 동메달을 따는 데 기여하였다. 2008년 하계 올림픽 여자 핸드볼 3·4위전 당시 종료 1분을 남기고 한 '언니들의 졸업식'으로 화제가 되었다. 이후 2014년 아시안 게임, 2016년 하계 올림픽에서 여자 핸드볼 대표팀을 이끌었고 여자 실업팀인 인천시청의 감독도 역임했다. 그리고 2018년 2월 20일 하남시청 남자 핸드볼팀의 감독으로 선임되면서 처음으로 남자팀을 지도하게 되었다.

## 출신학교
- 고려대학교 사범대학 부속고등학교
- 원광대학교